# Une journée de fous
Pour les articles homonymes, voir Dream Team.
Pour plus de détails, voir Fiche technique et Distribution.
Une journée de fous ou L'Equipe de rêve au Québec (The Dream Team) est un film américain réalisé par Howard Zieff en 1989.

## Synopsis
Quatre patients du Dr Weitzman, psychiatre, se voient offrir, dans le cadre de leur thérapie, un match au Yankee Stadium de New York. Malheureusement, dès leur arrivée en ville, le Docteur est assommé dans une ruelle déserte par des ripoux et sombre dans le coma. Le groupe qui comprend un romancier mythomane et coléreux, un patient qui se prend pour un psychiatre, un publicitaire talentueux se prenant pour le Christ et enfin un obèse obsédé par la télévision, se retrouve livré à lui-même dans une ville totalement disjonctée.

## Fiche technique
- Titre : Une journée de fous
- Titre québécois : L'Équipe de rêve
- Titre original : The Dream Team
- Réalisation : Howard Zieff
- Scénario : Jon Connolly, David Loucka
- Montage : Carroll Timothy O'Meara
- Musique : David McHugh
- Directeur de la photographie : Adam Holender
- Costumes : Ruth Morley
- Producteur : Christopher W. Knight
- Production : Universal Studios et Imagine Films Entertainment
- Format : Couleurs - 1,85:1 - Dolby Stereo Surround
- Budget : 14 millions $[1]
- Genre : Comédie, policier et thriller
- Durée : 108 minutes
- Date de sortie : 
  - États-Unis : 7 avril 1989
  - France : 27 septembre 1989
- Video : Le film sort en VHS puis en DVD, Puis resort en DVD + BLU-RAY le 21 janvier 2020 chez Rimini Editions

## Distribution
- Michael Keaton (VF : Emmanuel Jacomy) : Billy Caufield
- Christopher Lloyd (VF : Pierre Hatet) : Henry Sikorsky
- Peter Boyle (VF : André Valmy) : Jack McDermott
- Stephen Furst (VF : Marc François) : Albert Ianuzzi
- Lorraine Bracco (VF : Élisabeth Wiener) : Riley
- Dennis Boutsikaris (VF : Jean Barney) : Dr Weitzman
- James Remar : L'inspecteur Gianelli
- Philip Bosco : L'inspecteur O'Malley
- Milo O'Shea (VF : Raoul Guillet) : Dr Newald
- Jack Gilpin (VF : Daniel Lafourcade) : Dr Talmer
- MacIntyre Dixon (VF : Georges Berthomieu) : Dr Verboven
- Michael Lembeck (VF : Philippe Peythieu) : Ed
- Wayne Tippit : Le capitaine Lewitt
- Larry Pine (VF : Jean-Claude Montalban) : Tom Canning
- Brad Sullivan : Le sergent Vincente
- Harold Surratt (VF : Med Hondo) : Le pasteur Lester

## Sortie et accueil

### Box-office
- États-Unis : 28 890 240 $[2]
- France : 176 587 entrées[3]